# Nationalpark Krka
Der kroatische Nationalpark Krka umfasst auf einer Fläche von 109,5 km² den rund 45 Kilometer langen Flussabschnitt der Krka zwischen Knin und Skradin sowie den Unterlauf des Nebenflusses Čikola. Der Nationalpark wurde im Jahre 1985 gegründet. Der Eintritt ist kostenpflichtig.

## Flora und Fauna
Im Nationalpark leben insgesamt etwa 860 Pflanzenarten und 220 Tierarten.
Neben einer der größten Fledermauskolonien Europas leben im Seebereich des Flusses und in den Sümpfen viele Amphibien, in den Gehölzen und Gesteinen Reptilien und in dem Fluss 18, davon zehn endemische Fischarten. Krka ist für die Vogelwanderung im Frühling und Herbst von außerordentlicher Bedeutung und wegen der Artenvielfalt eines der wertvollsten Biotope Europas.

## Wasserfälle
Die Quelle der Krka befindet sich beim Wasserfall Topoljski buk (22 m), der sich nicht mehr auf dem Gebiet des Nationalparks befindet, jedoch auch unter Schutz steht. Der Fluss hat neben vielen kleinen acht große Wasserfälle, sieben davon innerhalb des Nationalparks Krka. Von Knin flussabwärts sind dies:
- Bilušića buk (22,4 m)
- Ćorića buk oder Brljan (15,5 m)
- Manojlovački slapovi (Reihe von Wasserfällen mit einer Gesamthöhe von 59,6 m und einer Hauptstufe von 32 m)
- Sondovjel oder Rošnjak (8,4 m)
- Miljačka slap (23,8 m)
- Roški slap (26 m)
- Skradinski buk (17 Stufen mit einer Gesamthöhe von 45,7 m)

Der Skradinski buk setzt sich aus Rauwackenbarrieren, Inseln und Seen zusammen, die von einem Netz von Pfaden und Brücken für Wanderer durchzogen werden. Wie auch im Nationalpark Plitvicer Seen mit ähnlicher Rauwackebildung darf in der Krka unterhalb der Barrieren nicht mehr gebadet werden.
Im Mittellauf der Krka wurden deren Ufer im Gebiet des Nationalparks großflächig aufgeforstet. Zwischen Roški slap und Skradinski buk liegt inmitten des gleichnamigen Sees die Insel Visovac, die zu den wichtigsten Natur- und Kulturschätzen der Republik Kroatien zählt. Auf ihr befindet sich seit 1445 das Franziskanerkloster der barmherzigen Muttergottes und die Kirche der Visovacer Muttergottes. Das Kloster bildet mit der Landschaft der Visovacer Seen eine ambientale Einheit. Im Laufe der turbulenten Geschichte von Visovac blieb es eine Insel des Friedens und des Gebets. Das Franziskanerkloster besitzt eine bedeutende archäologische Sammlung, eine Sammlung historischer Messgewänder sowie eine reiche Bibliothek mit alten Handschriften, Büchern und Inkunabeln, unter anderem eine Ausgabe von Äsops Fabeln aus dem 15. Jahrhundert.
Wegen der jahrhundertelangen Verehrung der Muttergottes wird Visovac auch Muttergottesinsel genannt.
Im Nationalpark befindet sich auch ein serbisch-orthodoxes Kloster aus dem 16. Jahrhundert (1577), namens Krka, das auf den Fundamenten eines ehemaligen römisch-katholischen Kloster gebaut wurde.
Zwischen der Insel Visovac und dem Wasserfall Roški slap befinden sich Ruinen der Festung Kamičak.

## Höhlen
Oberhalb des Roški slap wurde 2014 die Oziđana-Höhle (Oziđana pećina) für Besucher geöffnet. In dieser Höhle fand man in Ausgrabungen Fragmente von Keramikgefäßen, Steinartefakte und zwei kindliche menschliche Skelette, die auf 6000 v. Chr. datiert wurden.
Die Oziđana-Höhle öffnet sich in Richtung Südwesten und ist etwa 59 m lang, 2,50 m hoch und bis zu 7 m breit. Sie hat am Ende zwei Kamine von etwa 11 und 9 m Höhe. Insgesamt gibt es im Krka-Nationalpark mehr als 40 Höhlen.

## Drehort
An den Wasserfällen der Krka (Skradinski buk, Roški slap und an den Schleierfällen oberhalb der Roški-Fälle) und in der Schlucht des Flusses wurden in den 1960er Jahren Teile der Winnetou-Verfilmungen gedreht.